# Rapa
La isla Rapa, también llamada Oparo, nombre de su bahía, es una de las islas Australes, situada en la Polinesia Francesa. También se le llama Rapa Iti, la pequeña Rapa, para distinguirla de Rapa Nui, la gran Rapa, nombre en idioma rapanui de Isla de Pascua. La comuna de Rapa incluye los islotes deshabitados de Marotiri. Está situada a 1240 km al sur de Tahití y a 500 km al sureste de Raivavae.
Teorías recientes postulan que la isla de Rapa Iti sería la mítica Hiva, de la cual habrían provenido los ancestros de los nativos de Rapa Nui, según su mitología.

## Descripción
Es un antiguo volcán, de 650 metros de altitud en el monte Perehau, del que se hundió la parte central, formando una caldera abierta al océano. Tiene forma de anfiteatro con una bahía profunda que penetra en el antiguo cráter. La superficie total es de 40 km².

Bandera de Rapa (Islas Australes)

### Geografía

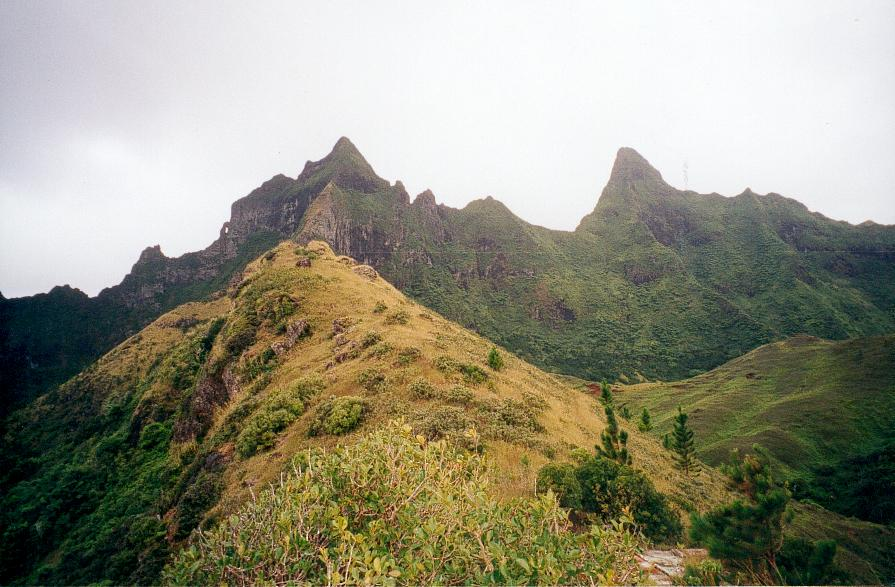
Monte Tautautu a la izquierda, Pukumaru a la derecha en Rapa Iti

Rapa Iti tiene forma más o menos como una letra griega sigma (ς), con un tramo central bien protegido, rodeado por un anillo de montañas relativamente altas. Toda la isla se parece al pico de un volcán hundido, con la bahía como la caldera.
Su ciudad principal, Ahuréi (a veces llamado Ahurei, Ha'urei o Ha'uréi, en donde el signo ' indica que hay que hacer una parada gutural en la pronunciación), se encuentra tanto en las costas norte y sur de esa bahía, que se llama la Bahía de Ahuréi.
La población es de etnia polinesia. Como evidencia de las frecuentes guerras del pasado, aún quedan 28 fuertes en la cima de una cresta. Pero en la actualidad, Rapa es conocida sobre todo por el Coro Tahitiano, en el que un tercio de la población de la isla canta canciones tradicionales.
Aunque a veces se considera parte de las Islas Australes, esta isla tiene una historia geológica diferente, lingüística y cultural. Una descripción de la cultura de Rapa se encuentra en Rapan Lifeways (1970), de F. Allan Hanson.

### Reserva de Manatau
La reserva Manatau es una reserva especial de la Polinesia Francesa para proteger a los animales y las cumbres abruptas de una zona del sur de Rapa. Se encuentra cerca de South Ahuréi (suburbio de Ahuréi).

### Población
Los 497 habitantes (censo de 2002) viven bastante aislados, constituyendo la comuna más meridional de la Polinesia Francesa. Es una zona militar y no se puede ir sin autorización previa. Ahurei y Area son las dos aldeas de la isla situadas en la bahía. 

### Clima
El clima templado no es suficientemente cálido para que ahí crezca el coral o los cocoteros. Donde la temperatura invernal en julio y agosto puede bajar hasta los 5 °C. Crecen en la isla naranjas dulces, peras, higos y fruta de la pasión.
| Parámetros climáticos promedio de Rapa (1981-2010) | Parámetros climáticos promedio de Rapa (1981-2010) | Parámetros climáticos promedio de Rapa (1981-2010) | Parámetros climáticos promedio de Rapa (1981-2010) | Parámetros climáticos promedio de Rapa (1981-2010) | Parámetros climáticos promedio de Rapa (1981-2010) | Parámetros climáticos promedio de Rapa (1981-2010) | Parámetros climáticos promedio de Rapa (1981-2010) | Parámetros climáticos promedio de Rapa (1981-2010) | Parámetros climáticos promedio de Rapa (1981-2010) | Parámetros climáticos promedio de Rapa (1981-2010) | Parámetros climáticos promedio de Rapa (1981-2010) | Parámetros climáticos promedio de Rapa (1981-2010) | Parámetros climáticos promedio de Rapa (1981-2010) |
| Mes                                                | Ene.                                               | Feb.                                               | Mar.                                               | Abr.                                               | May.                                               | Jun.                                               | Jul.                                               | Ago.                                               | Sep.                                               | Oct.                                               | Nov.                                               | Dic.                                               | Anual                                              |
| -------------------------------------------------- | -------------------------------------------------- | -------------------------------------------------- | -------------------------------------------------- | -------------------------------------------------- | -------------------------------------------------- | -------------------------------------------------- | -------------------------------------------------- | -------------------------------------------------- | -------------------------------------------------- | -------------------------------------------------- | -------------------------------------------------- | -------------------------------------------------- | -------------------------------------------------- |
| Temp. máx. abs. (°C)                               | 31.0                                               | 30.9                                               | 31.6                                               | 30.3                                               | 28.1                                               | 26.3                                               | 25.5                                               | 25.0                                               | 26.4                                               | 26.4                                               | 28.9                                               | 30.1                                               | '                                                  |
| Temp. máx. media (°C)                              | 25.7                                               | 26.4                                               | 26.1                                               | 24.5                                               | 22.9                                               | 21.4                                               | 20.7                                               | 20.4                                               | 20.4                                               | 21.4                                               | 22.7                                               | 24.0                                               | 23.1                                               |
| Temp. media (°C)                                   | 23.7                                               | 24.4                                               | 23.9                                               | 22.4                                               | 20.8                                               | 19.1                                               | 18.4                                               | 18.1                                               | 18.1                                               | 19.2                                               | 20.6                                               | 21.9                                               | 20.9                                               |
| Temp. mín. media (°C)                              | 21.7                                               | 22.3                                               | 21.7                                               | 20.2                                               | 18.6                                               | 16.8                                               | 16.2                                               | 15.8                                               | 15.8                                               | 16.9                                               | 18.5                                               | 19.9                                               | 18.7                                               |
| Temp. mín. abs. (°C)                               | 12.2                                               | 15.6                                               | 15.2                                               | 13.5                                               | 10.1                                               | 10.2                                               | 9.8                                                | 8.9                                                | 8.5                                                | 10.5                                               | 12.0                                               | 13.2                                               | '                                                  |
| Precipitación total (mm)                           | 229.4                                              | 186.9                                              | 275.8                                              | 251.4                                              | 185.0                                              | 208.7                                              | 258.4                                              | 237.8                                              | 165.1                                              | 184.1                                              | 170.6                                              | 221.4                                              | 2574.6                                             |
| Días de precipitaciones (≥ 1 mm)                   | 13.2                                               | 12.5                                               | 15.3                                               | 14.9                                               | 14.5                                               | 15.7                                               | 15.4                                               | 15.5                                               | 12.7                                               | 12.2                                               | 11.8                                               | 12.7                                               | 166.4                                              |
| Horas de sol                                       | 128.9                                              | 130.3                                              | 129.1                                              | 107.7                                              | 96.6                                               | 78.9                                               | 95.0                                               | n/a                                                | 104.1                                              | 119.1                                              | 129.3                                              | 119.6                                              | n/a                                                |
| Fuente: Meteo France                               |                                                    |                                                    |                                                    |                                                    |                                                    |                                                    |                                                    |                                                    |                                                    |                                                    |                                                    |                                                    |                                                    |

### Caza
En las montañas viven cabras salvajes que los isleños cazan con el método de acorralarlas de tal modo que caigan al mar por los acantilados.

### Morongo Uta

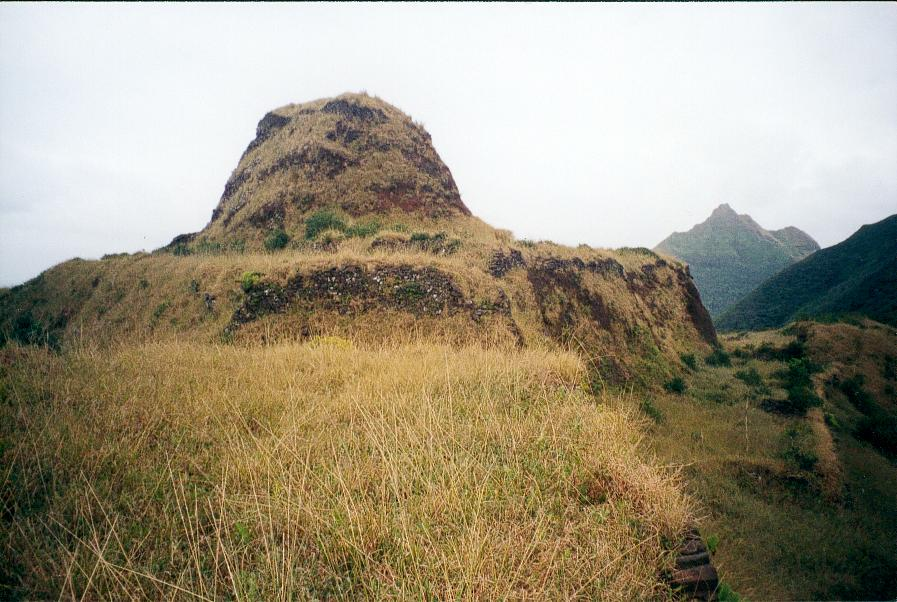
Morongo Uta de Rapa Iti.

En Ahurei y Área se sube por el camino de Hiri hasta Tevaitau, y allí se encuentran los fuertes: enigmáticas construcciones que coronan los picos del cráter y algunas de las sierras exteriores. Estas fuentes representan uno de los muchos misterios de la Isla de Rapa. Se componen de una serie de plataformas, conocidas también como terrazas debido a lo llano de toda su superficie, generalmente hechas de piedra seca que suben la pendiente del pico hasta las cimas de las colinas y acaban rematadas por una especie de torreón de vigilancia. Los pare de Rapa son una construcción única en Polinesia. Construidas por poblados para defenderse en la época en que las guerras en aquellas tierras eran constantes. Únicamente se asemejan a este tipo de construcción las realizadas por los maoríes de Nueva Zelanda. Son 25 fortalezas defensivas, llamadas Morongo Uta ("para la paz interior»). A pesar de estas colinas se parecen los restos de una empalizada fortificada, por debajo están bien hechas edificios rectangulares de piedra similares a los encontrados en Machu Picchu en Perú. Este sitio es casi justo el antípoda de Alejandría en Egipto y pudo haber tenido un propósito astronómico para determinar el diámetro de la Tierra con fines cartográficos.
Estas villas fortificadas fueron exploradas por la expedición noruega arqueológica de 1956. Fueron datadas por Carbono-14 entre los años 1450 y 1550.

### Administración
El municipio de Rapa se compone de las islas de Rapa Iti y los cuatro rocas deshabitadas Maro-tiri.

### Accesos
El único enlace de Rapa con el mundo exterior es el carguero Tuhaa Pae III que amarra anclas en Haurei Bay cada dos o tres semanas. Y en ocasiones, un yate o una embarcación con fines de investigación científica permanece aquí el tiempo suficiente para embarcar provisiones frescas. Solo se conceden permisos de entrada por periodos muy cortos de tiempo.

## Historia

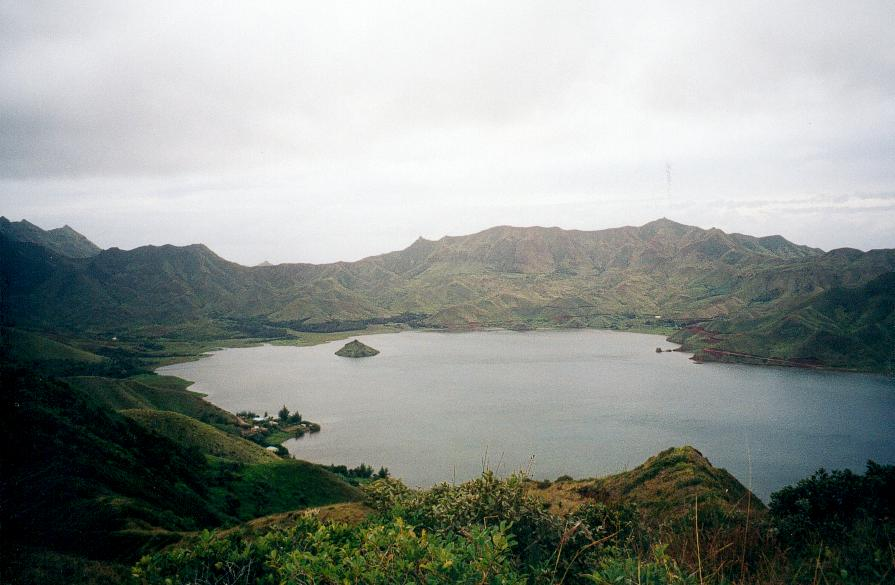
El fondo de la Bahía de Ahurei con el islote Tapui.

Rapa Iti fue colonizada en primer lugar por polinesios que hablaban el idioma rapa, muy probablemente en el siglo XIII. Los europeos la descubrieron en 1791, concretamente el inglés George Vancouver. 
En las dos décadas siguientes al ingreso de los misioneros la población de Rapa Iti cayó de 2.000 a 300 por la introducción de las enfermedades infecto-contagiosas europeas. En 1851 cayó a 70 cuando se generó una epidemia de viruela y disentería al arribar a la isla un barco peruano. El 6 de marzo de 1881 la isla se anexionó a Francia, pero el título de ariki, del jefe local, no fue abolido hasta 1887.
El periodista Jaume Bartrolí pasó largas temporadas en la isla adoptado por una familia. Describe la isla y los isleños en el libro De Sibèria al Tròpic.